# Supercopa de España de baloncesto
La Supercopa de España de baloncesto, Supercopa de España ACB, es una competición creada en 1984 por la recién fundada Asociación de Clubs de Baloncesto en la que se enfrentan los campeones de la Liga ACB y de la Copa del Rey de la pasada temporada. Durante sus cuatro primeras ediciones (desde la 1984-85 a la 1987-88) estuvo organizado conjuntamente por la FEB (Federación Española de Baloncesto). Durante la 1988-89 la Supercopa no llegó a celebrarse por falta de una verdadera relevancia competitiva, y finalmente la ACB decidió suprimir oficialmente esta competición a comienzos de la temporada 1989-90.
En 2004, tras casi dos décadas de ausencia, la ACB recuperó este torneo clásico y lo rebautizó como Supercopa ACB (llamada Supercopa Endesa desde 2011 por motivos de esponsorización). Para intentar dotar a esta competición de un mayor interés, pasó a disputarse durante la pretemporada de la Liga ACB y se aumentó el número de participantes en cada edición a cuatro: los campeones de Liga y Copa de la pasada temporada, el equipo anfitrión y el mejor clasificado en competiciones europeas.

## Formato
Desde la edición de 2020, la Supercopa Endesa es disputada por cuatro equipos de la Liga Endesa, que acceden a la misma de acuerdo con la siguiente clasificación de la temporada anterior:
1. Plaza por Liga Endesa: Equipo campeón de la Liga Endesa.
2. Plaza por Copa del Rey: Equipo Campeón de la Copa de S.M. el Rey.
3. Plaza por Supercopa Endesa: Equipo campeón de la Supercopa Endesa.
4. Plaza por sede: Equipo ACB de la ciudad o comunidad autónoma designada sede de la Supercopa Endesa.

En caso de existir vacante alguna de las plazas indicadas, éstas se adjudicarán por el siguiente orden:
1. Equipo Subcampeón de la Liga Endesa.
2. Tercer clasificado en la Liga Endesa.

De persistir alguna plaza vacante, se adjudicará al siguiente mejor o mejores clasificados al final de la Liga Endesa.
En el supuesto de que existiera una propuesta de la ACB para celebrar la Supercopa fuera del territorio de España y Andorra, la Asamblea de la ACB adaptará estos criterios a la propuesta que se apruebe.

## Historial
Desde la temporada 1984-85 hasta la 1987-88, la Supercopa se jugó entre el ganador de la Liga ACB y el ganador de la Copa del Rey de la pasada temporada. Esta competición existió durante cuatro años. En 2004 la ACB la recuperó en un formato de 4 equipos.
| Ed.                                                | Año                                                | Campeón                                            | Res.                                               | Subcampeón                                         | Sede                                               | Pabellón                                           | Máximo anotador                                    |
| Supercopa ACEB (Federación Española de Baloncesto) | Supercopa ACEB (Federación Española de Baloncesto) | Supercopa ACEB (Federación Española de Baloncesto) | Supercopa ACEB (Federación Española de Baloncesto) | Supercopa ACEB (Federación Española de Baloncesto) | Supercopa ACEB (Federación Española de Baloncesto) | Supercopa ACEB (Federación Española de Baloncesto) | Supercopa ACEB (Federación Española de Baloncesto) |
| -------------------------------------------------- | -------------------------------------------------- | -------------------------------------------------- | -------------------------------------------------- | -------------------------------------------------- | -------------------------------------------------- | -------------------------------------------------- | -------------------------------------------------- |
| I                                                  | 1984                                               | Real Madrid (1)                                    | 101 - 61                                           | CB Zaragoza                                        | Alcora                                             | Polideportivo Municipal de Alcora                  | Juanma López Iturriaga (1) Claude Riley (1)        |
| II                                                 | 1985                                               | Joventut (1)                                       | 104 - 91                                           | Real Madrid                                        | Valladolid                                         | Polideportivo Pisuerga                             | Fernando Martín (1)                                |
| III                                                | 1986                                               | Joventut (2)                                       | 74 - 67                                            | Real Madrid                                        | La Coruña                                          | Palacio de los Deportes de Riazor                  | Jordi Villacampa (1) Chechu Biriukov (1)           |
| IV                                                 | 1987                                               | FC Barcelona (1)                                   | 91 - 88                                            | Joventut                                           | Vigo                                               | Polideportivo Municipal de Vigo                    | Juan Antonio San Epifanio (1)                      |
| Supercopa ACB                                      |                                                    |                                                    |                                                    |                                                    |                                                    |                                                    |                                                    |
| Ed.                                                | Año                                                | Campeón                                            | Res.                                               | Subcampeón                                         | Sede                                               | Pabellón                                           | MVP                                                |
| V                                                  | 2004                                               | FC Barcelona (2)                                   | 76 - 75                                            | Real Madrid                                        | Málaga                                             | Martín Carpena                                     | Dejan Bodiroga (1)                                 |
| VI                                                 | 2005                                               | TAU Cerámica (1)                                   | 61 - 55                                            | CB Granada                                         | Granada                                            | Palacio de Deportes                                | Luis Scola (1)                                     |
| VII                                                | 2006                                               | TAU Cerámica (2)                                   | 83 - 78                                            | Unicaja Málaga                                     | Málaga                                             | Martín Carpena                                     | Tiago Splitter (1)                                 |
| VIII                                               | 2007                                               | TAU Cerámica (3)                                   | 85 - 73                                            | iurbentia Bilbao Basket                            | Baracaldo                                          | Bizkaia Arena                                      | Tiago Splitter (2)                                 |
| IX                                                 | 2008                                               | TAU Cerámica (4)                                   | 86 - 85                                            | CAI Zaragoza                                       | Zaragoza                                           | Príncipe Felipe                                    | Pablo Prigioni (1)                                 |
| X                                                  | 2009                                               | Regal FC Barcelona (3)                             | 86 - 82                                            | Real Madrid                                        | Las Palmas de Gran Canaria                         | Centro Insular de Deportes                         | Juan Carlos Navarro (1)                            |
| XI                                                 | 2010                                               | Regal FC Barcelona (4)                             | 83 - 63                                            | Power Electronics Valencia                         | Vitoria                                            | Fernando Buesa Arena                               | Juan Carlos Navarro (2)                            |
| XII                                                | 2011                                               | FC Barcelona Regal (5)                             | 82 - 73                                            | Caja Laboral                                       | Bilbao                                             | Bilbao Arena                                       | Juan Carlos Navarro (3)                            |
| XIII                                               | 2012                                               | Real Madrid (2)                                    | 95 - 84                                            | FC Barcelona Regal                                 | Zaragoza                                           | Príncipe Felipe                                    | Rudy Fernández (1)                                 |
| XIV                                                | 2013                                               | Real Madrid (3)                                    | 83 - 79                                            | FC Barcelona                                       | Vitoria                                            | Fernando Buesa Arena                               | Sergio Rodríguez (1)                               |
| XV                                                 | 2014                                               | Real Madrid (4)                                    | 99 - 78                                            | FC Barcelona                                       | Vitoria                                            | Fernando Buesa Arena                               | Sergio Llull (1)                                   |
| XVI                                                | 2015                                               | FC Barcelona Lassa (6)                             | 80 - 62                                            | Unicaja Málaga                                     | Málaga                                             | Martín Carpena                                     | Pau Ribas (1)                                      |
| XVII                                               | 2016                                               | Herbalife Gran Canaria (1)                         | 79 - 59                                            | FC Barcelona Lassa                                 | Vitoria                                            | Fernando Buesa Arena                               | Kyle Kuric (1)                                     |
| XVIII                                              | 2017                                               | Valencia Basket (1)                                | 69 - 63                                            | Herbalife Gran Canaria                             | Las Palmas de Gran Canaria                         | Gran Canaria Arena                                 | Erick Green (1)                                    |
| XIX                                                | 2018                                               | Real Madrid (5)                                    | 80 - 73                                            | Kirolbet Baskonia                                  | Santiago de Compostela                             | Multiusos Fontes do Sar                            | Sergio Llull (2)                                   |
| XX                                                 | 2019                                               | Real Madrid (6)                                    | 89 - 79                                            | FC Barcelona                                       | Madrid                                             | WiZink Center                                      | Facundo Campazzo (1)                               |
| XXI                                                | 2020                                               | Real Madrid (7)                                    | 72 - 67                                            | FC Barcelona                                       | San Cristóbal de La Laguna                         | Pabellón Santiago Marín                            | Facundo Campazzo (2)                               |
| XXII                                               | 2021                                               | Real Madrid (8)                                    | 88 - 83                                            | FC Barcelona                                       | San Cristóbal de La Laguna                         | Pabellón Santiago Marín                            | Sergio Llull (3)                                   |
| XXIII                                              | 2022                                               | Real Madrid (9)                                    | 89 - 83                                            | FC Barcelona                                       | Sevilla                                            | Palacio Municipal San Pablo                        | Walter Tavares (1)                                 |
| XXIV                                               | 2023                                               | Real Madrid (10)                                   | 88 - 81                                            | Unicaja Málaga                                     | Murcia                                             | Palacio Municipal de Deportes                      | Facundo Campazzo (3)                               |
| XXV                                                | 2024                                               | Unicaja Málaga (1)                                 | 90 - 80                                            | Real Madrid                                        | Murcia                                             | Palacio Municipal de Deportes                      | Kameron Taylor (1)                                 |

## Palmarés
| Equipo               | Títulos | Subcamp. | Años campeonatos                                           |
| -------------------- | ------- | -------- | ---------------------------------------------------------- |
| Real Madrid          | 10      | 5        | 1984, 2012, 2013, 2014, 2018, 2019, 2020, 2021, 2022, 2023 |
| FC Barcelona         | 6       | 8        | 1987, 2004, 2009, 2010, 2011, 2015                         |
| Baskonia             | 4       | 2        | 2005, 2006, 2007, 2008                                     |
| Joventut             | 2       | 1        | 1985, 1986                                                 |
| CB Málaga            | 1       | 3        | 2024                                                       |
| CB Gran Canaria      | 1       | 1        | 2016                                                       |
| Valencia Basket      | 1       | 1        | 2017                                                       |
| CB Zaragoza          | -       | 1        |                                                            |
| CB Granada           | -       | 1        |                                                            |
| Bilbao Basket        | -       | 1        |                                                            |
| Basket Zaragoza 2002 | -       | 1        |                                                            |

## Estadísticas

### Tabla histórica de anotadores
Nota: indicados en negrita jugadores activos además de su actual equipo. Registros anteriores a la temporada 1983-84 desconocidos.
| Pos.                                                                                  | Jugador             | Pts. | Part. | Prom. | Temp.     | Club *                 |
| ------------------------------------------------------------------------------------- | ------------------- | ---- | ----- | ----- | --------- | ---------------------- |
| 1                                                                                     | Sergio Llull        | 309  | 28    | 11.04 | 2008-Act. | Real Madrid Baloncesto |
| 2                                                                                     | Juan Carlos Navarro | 244  | 18    | 13.56 | 1997-18   | Fútbol Club Barcelona  |
| 3                                                                                     | Rudy Fernández      | 193  | 22    | 8.77  | 2010-24   | Real Madrid Baloncesto |
| 4                                                                                     | Jaycee Carroll      | 180  | 19    | 9.47  | 2004-21   | Real Madrid Baloncesto |
| 5                                                                                     | Felipe Reyes        | 178  | 24    | 7.42  | 1998-21   | Real Madrid Baloncesto |
| Estadísticas actualizadas hasta el último partido jugado el 22 de septiembre de 2024. |                     |      |       |       |           |                        |

Nota *: Club actual. En otros casos se refiere al club en el que sumó más presencias.
Nota ** : Es posible que los registros indicados, y alguno más no señalado, pudieran sumar más puntos ya que los datos no empezaron a contabilizarse hasta la temporada 1983-84 bajo organización ACB.

### Jugadores con mayor cantidad de encuentros disputados
Nota: indicados en negrita jugadores activos además de su actual equipo. Registros anteriores a la temporada 1983-84 desconocidos.
| Pos.                                                                                  | Jugador             | Part. | Final | Temp.     | Club *                 |
| ------------------------------------------------------------------------------------- | ------------------- | ----- | ----- | --------- | ---------------------- |
| 1                                                                                     | Sergio Llull        | 28    |       | 2008-Act. | Real Madrid Baloncesto |
| 2                                                                                     | Felipe Reyes        | 24    |       | 1998-21   | Real Madrid Baloncesto |
| 3                                                                                     | Rudy Fernández      | 22    |       | 2010-24   | Real Madrid Baloncesto |
| 4                                                                                     | Jaycee Carroll      | 19    |       | 2004-21   | Real Madrid Baloncesto |
| 5                                                                                     | Juan Carlos Navarro | 18    |       | 1997-18   | Fútbol Club Barcelona  |
| Estadísticas actualizadas hasta el último partido jugado el 22 de septiembre de 2024. |                     |       |       |           |                        |

Nota *: Club actual. En otros casos se refiere al club en el que sumó más presencias.
Nota ** : Es posible que los registros indicados, y alguno más no señalado, pudieran sumar más puntos ya que los datos no empezaron a contabilizarse hasta la temporada 1983-84 bajo organización ACB.

### Otros datos estadísticos
A continuación se detallan los topes individuales logrados en la competición.
| Temporada | Sede       | Categoría   | Jugador            | Equipo            | Dato | Rival                  |
| --------- | ---------- | ----------- | ------------------ | ----------------- | ---- | ---------------------- |
| 1985      | Valladolid | Puntos      | Fernando Martín    | Real Madrid       | 33   | Joventut Badalona      |
| 2004      | Málaga     | Rebotes     | Roberto Dueñas     | FC Barcelona      | 13   |                        |
| 2018      | Galicia    | Rebotes     | Johannes Voigtmann | Saski Baskonia    | 13   | FC Barcelona           |
| 2022      | Sevilla    | Asistencias | Nico Laprovittola  | FC Barcelona      | 14   | Real Madrid            |
| ?         | ?          | Robos       | Fernando Arcega    | CAI Zaragoza      | 7    |                        |
| 2019      | Madrid     | Tapones     | Walter Tavares     | Real Madrid       | 7    | Baloncesto Fuenlabrada |
| 2022      | Sevilla    | Valoración  | Walter Tavares     | Real Madrid       | 40   | FC Barcelona           |
| 1985      | Valladolid | T2          | Fernando Martín    | Real Madrid       | 12   | Joventut Badalona      |
| 1985      | Valladolid | T2          | Greg Stewart       | Joventut Badalona | 12   | Real Madrid            |
| 2022      | Sevilla    | T3          | Nico Laprovittola  | FC Barcelona      | 7    | Real Madrid            |